# Hans Paul Tribolet
Hans Paul Tribolet (Pseudonym: Hans Rych; * 6. Juli 1884 in Tschugg; † 5. Juli 1969 in Bern) war ein Schweizer Mundartschriftsteller und Berner Mundart-Radiopionier.

## Leben
Nach seiner Promotion 1918 in Philologie war Tribolet von 1920 bis 1934 Sekretär bzw. Chefredaktor der deutschen Ausgabe des Historisch-Biographischen Lexikons der Schweiz; ab 1927 machte er eine Karriere bei Radio Bern.
Tribolet verfasste Reiseberichte Gedichte und Novellen und war ab 1935 nur noch Radioschriftsteller. Als Hans Rych schrieb er Hörfolgen wie Bluemete Trögli, Radiofestspiele und Mundarthörspiele; er gilt als «Schöpfer bernischer Mundartsendungen». 1964 erhielt er den Literaturpreis der Stadt Bern. Sein Nachlass befindet sich in der Burgerbibliothek Bern.